# Streptophyta
Streptophyta, infracarstvo u podcarstvu zelenih biljaka (Viridaeplantae) koje čine kopnene biljke Embryophyta s vaskularnim i nevaskularnim vrstama, mahovnjačama (Bryophyta) i alge kopnenih voda, parožine (Charophyta).

## Jeffrey, 1967
1. Charophyta, parožine[1][2]
2. Embryophyta kopnene biljke[2]
  1. Anthocerotophyta[1]
  2. Bryophyta[1]
  3. Marchantiophyta[1]
  4. Tracheophyta, vaskularne biljke[1]

## NCBI
- Streptophyta
  - Chlorokybophyceae
    - Chlorokybales
      - Chlorokybaceae

  - Klebsormidiophyceae
    - Klebsormidiales
      - Elakatotrichaceae
      - Klebsormidiaceae
      - Klebsormidiales incertae sedis

  - Mesostigmatophyceae
    - Mesostigmatales
      - Mesostigmataceae

    - Spirotaenia
      - Spirotaenia condensata
      - Spirotaenia minuta

  - Streptophytina
    - Charophyceae
      - Charales

    - Coleochaetophyceae
      - Coleochaetales

    - Embryophyta
      - Anthocerotophyta (Antocerote)
      - Bryophyta (mahovnjače)
      - Marchantiophyta (jetrenjarke)
      - Tracheophyta (vaskularne biljke)

    - Zygnemophyceae
      - Spirogloeophycidae
      - Zygnematophycidae

## Vanjske poveznice
|  | Wikivrste imaju podatke o taksonu Streptophyta |